# Toporași (stație de metrou)
Toporași este o stație planificată de metrou din București. Se va afla în Sectorul 4, în apropierea intersecției dintre Șoseaua Giurgiului și strada Toporași.